# Und draußen die Nacht
Und draußen die Nacht (Originaltitel Esterno notte) ist eine sechsteilige italienisch-französische Miniserie unter der Regie von Marco Bellocchio, die die Entführung und Ermordung Aldo Moros zum Thema hat.

## Inhalt
Folge 1 fokussiert sich auf die unmittelbare Vorgeschichte der Entführung Moros, insbesondere auf dessen Einsatz für den Historischen Kompromiss, der Beteiligung der Kommunistischen Partei Italiens an der Regierungsmehrheit; sie endet mit der Entführung Moros durch die Brigate Rosse am Tag des Vertrauensvotums über die Regierung Andreotti IV.
Die Folgen 2 bis 5 betrachten die 55 Tage der Geiselhaft Moros jeweils aus der Perspektive schwerpunktmäßig einer betroffenen Person. Folge 2 fokussiert auf Francesco Cossiga, der als damaliger Innenminister die Fahndung nach dem Versteck Moros und seinen Entführern verantwortete, aber auch die von der Regierung vorgegebene Linie, keine Verhandlungen zu führen, umzusetzen hatte. Folge 3 nimmt Papst Paul VI. in den Blick, der versuchte, eine Freilassung Moros zu vermitteln, mit dem er persönlich befreundet war. Folge 4 befasst sich mit Moros Entführern, insbesondere Adriana Faranda, wobei diese Folge stärker als die anderen auch auf die Vorgeschichte, deren Radikalisierung, eingeht. In Folge fünf steht schließlich Eleonora Chiavarelli, Moros Ehefrau, im Mittelpunkt und ihr Kampf, gegen die Regierungslinie Verhandlungen und dadurch Moros Freilassung zu erreichen.
Der sechste Teil umfasst zunächst mit Fokus auf Aldo Moro die Stunden unmittelbar vor dessen Ermordung, insbesondere das Beichtgespräch mit dem zu ihm gebrachten Priester Antonio Mennini. Ein zweiter Teil zeigt die Reaktion der verschiedenen Akteure auf die Nachricht von der Ermordung Moros, insbesondere die seiner Ehefrau. Der letzte Abschnitt zeigt, nun weitgehend mit Originalbildern, die weiteren Ereignisse wie Moros Beisetzung und das – von Moro abgelehnte – Staatsbegräbnis, die auf Moro bezugnehmende Antrittsrede von Staatspräsident Sandro Pertini, den Tod Pauls VI., die Festnahme von Moros Entführern, die weiteren Karrieren von Andreotti und Cossiga und schließlich den Tod Eleonora Chiavarellis 2010.
Im Auftakt der ersten und in der letzten Folge deutet Bellocchio jeweils eine alternative Geschichte an, in der Moro freigelassen wurde und sich die Führung der Democrazia Cristiana sich im Krankenhaus darüber unterhält, dass diese Freilassung verheimlicht werden müsse.

## Hintergrund
Die Serie ist bereits die dritte Arbeit Bellocchios über die Brigate Rosse und die Entführung Moros nach der Dokumentation Zerbrochene Träume 1995 und dem Spielfilm Buongiorno, notte aus dem Jahr 2003. Während diese beiden Werke allerdings vor allem die Terroristen der Brigate Rosse betrachteten, fokussiert Und draußen die Nacht auf die Entscheidung der Regierung, nicht über die Freilassung Moros zu verhandeln und die Auswirkung dieser Entscheidung auf die verschiedenen Akteure.
Der Abspann der einzelnen Folgen verweist jeweils ausdrücklich darauf, dass es sich um eine Fiktionalisierung handelt, die sich lediglich an den historischen Ereignissen orientiert.

## Ausstrahlung
Die Serie wurde erstmals im Festival von Cannes 2022 außerhalb der Wettbewerbe gezeigt. Anschließend wurde die Serie zunächst in zwei Teilen in italienischen Kinos gezeigt, bevor sie auf Rai 1 (in drei Doppelfolgen) und Netflix ausgestrahlt wurde. Im deutschsprachigen linearen Fernsehen wurde die Serie erstmals im März 2023 durch arte ausgestrahlt.